# サルコスクス
サルコスクス（英名 : Sarcosuchus）は前期白亜紀、アフリカと南アメリカに生息していたフォリドサウルス科の新鰐類。全長は最大9-9.5メートルと推定されている。デイノスクス（またはフォボスクス）やプルスサウルスと並び、現在知られている中では最大級のワニ形類である。
最近まで知られていた化石はサハラ砂漠で発見された2、3の歯と装甲板だけあった。しかし、1997年と2000年に骨格のおよそ半分にあたる化石が発見された。フォリドサウルス科に分類される為、現生ワニとは無縁のワニ形類である。噛む力は非常に強く ティラノサウルスのそれ以上とされる。

サルコスクスと他のワニ類のサイズ比較。青色がサルコスクス

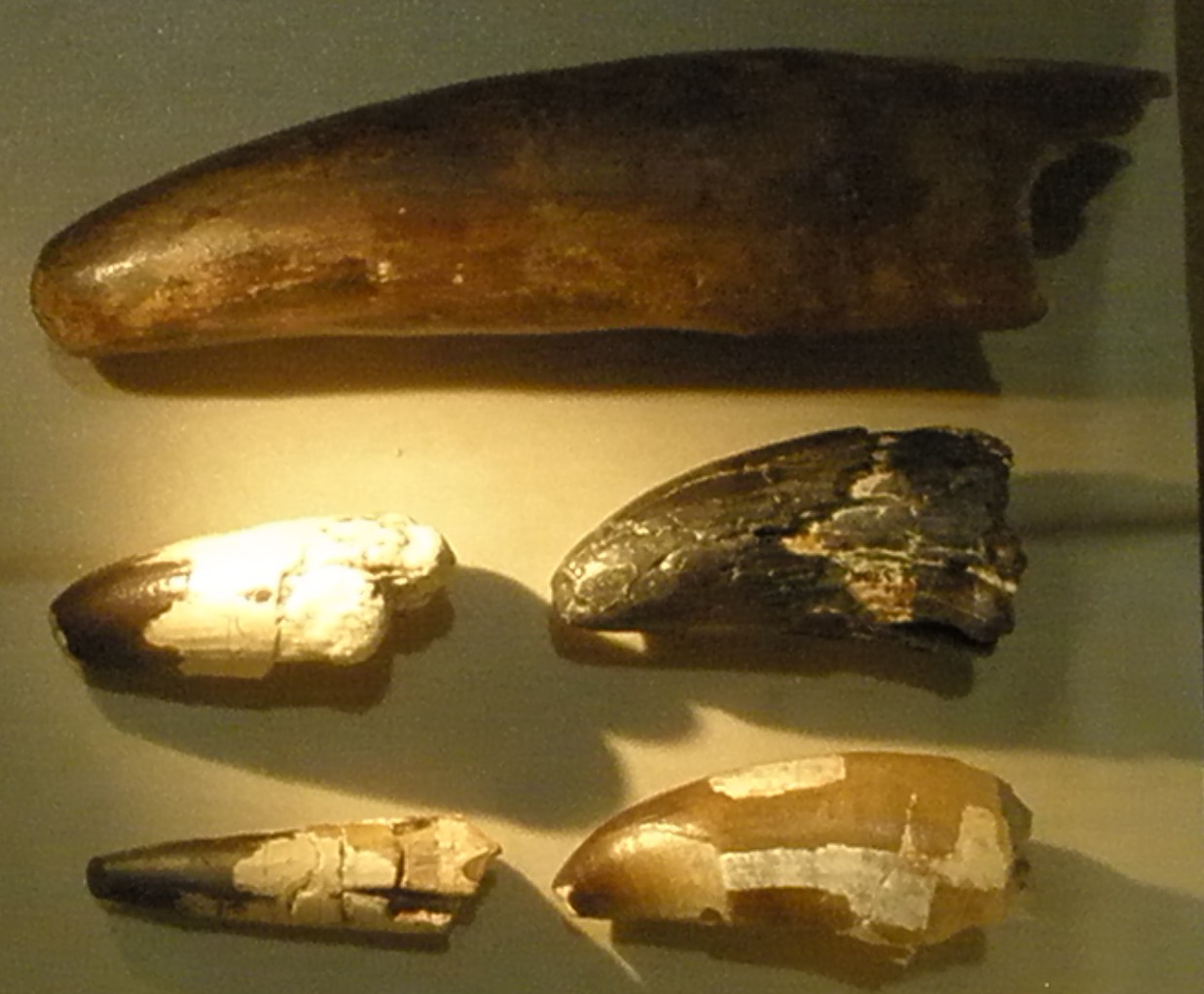
最初に発見された歯の化石
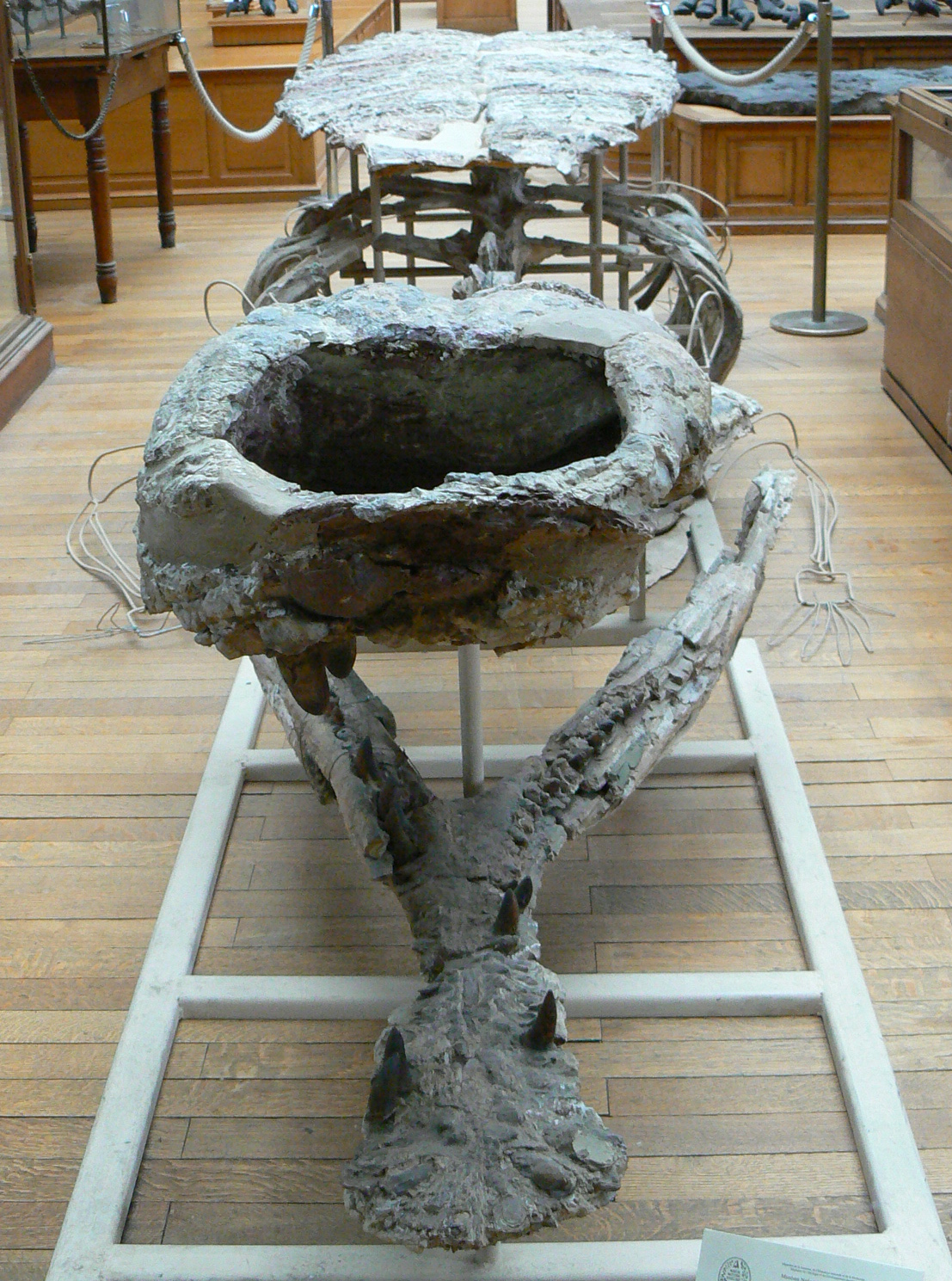
発見されている部分化石　頭部正面方向より
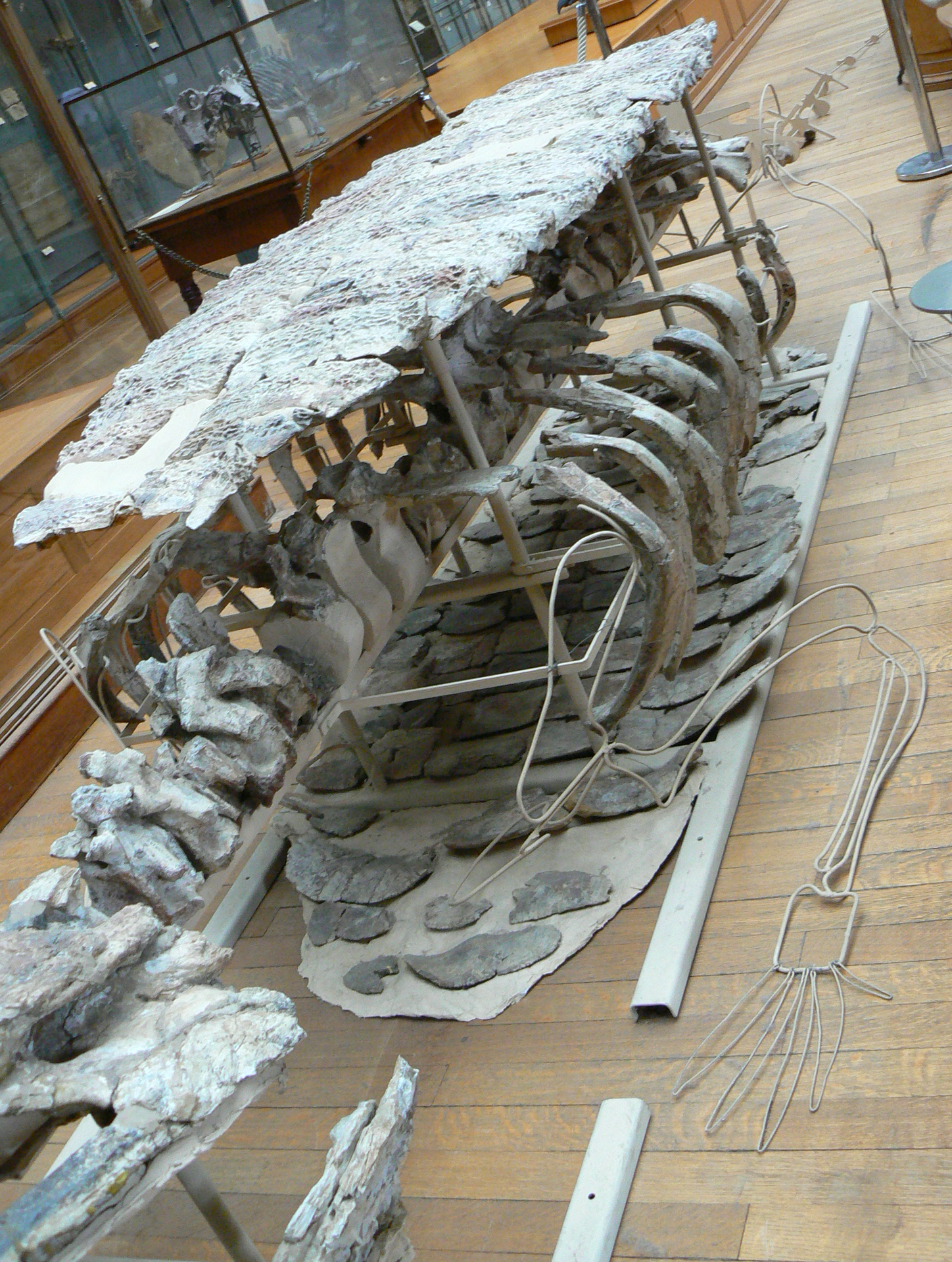
発見されている部分化石　胴体部分
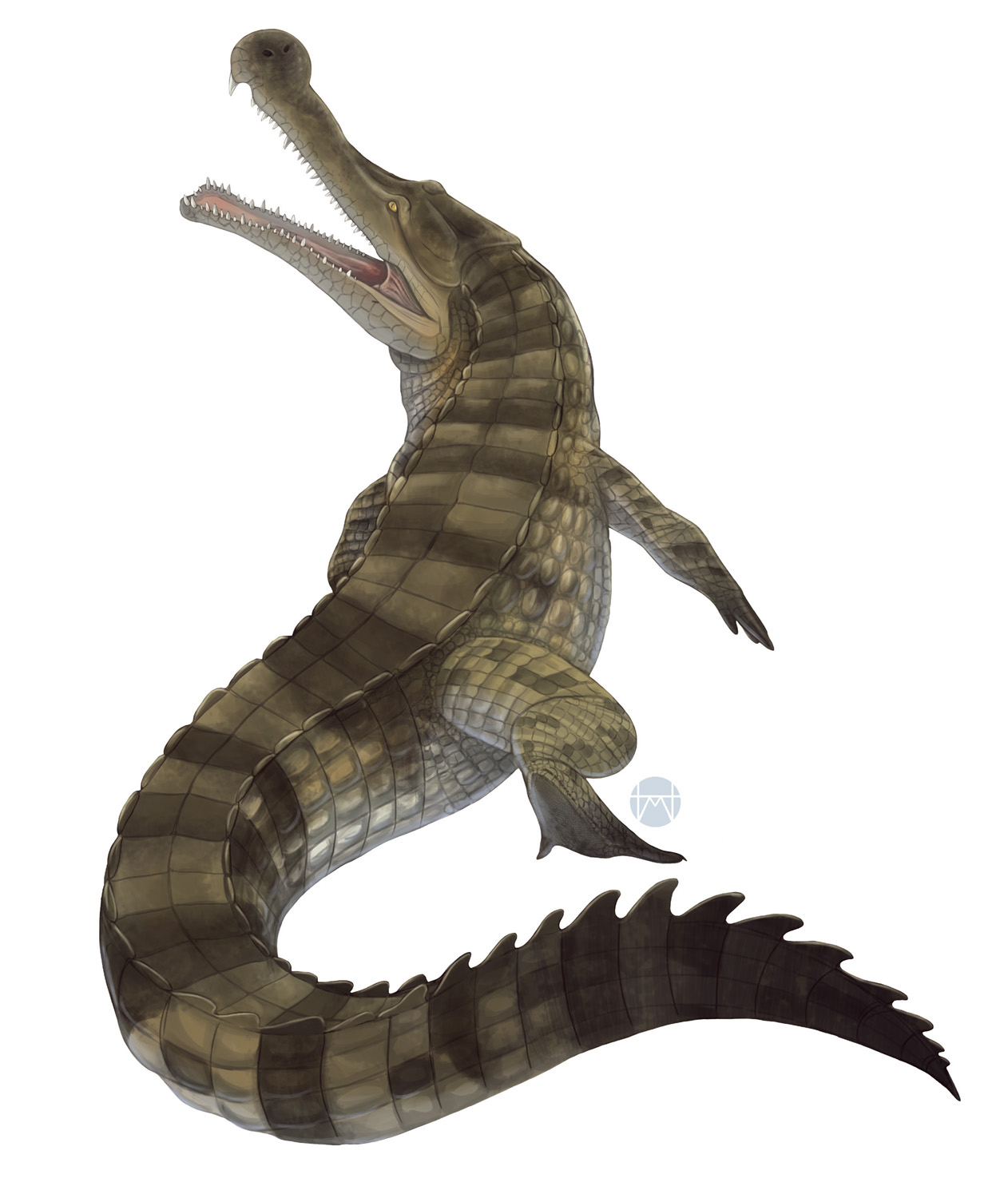
復元図